# テネシー工科大学
テネシー工科大学（てねしーこうかだいがく、英語: Tennessee Technological University）は、米国テネシー州クックビル市に本部を置くアメリカ合衆国の州立大学。1909年創立、1915年大学設置。